# Dầu ăn

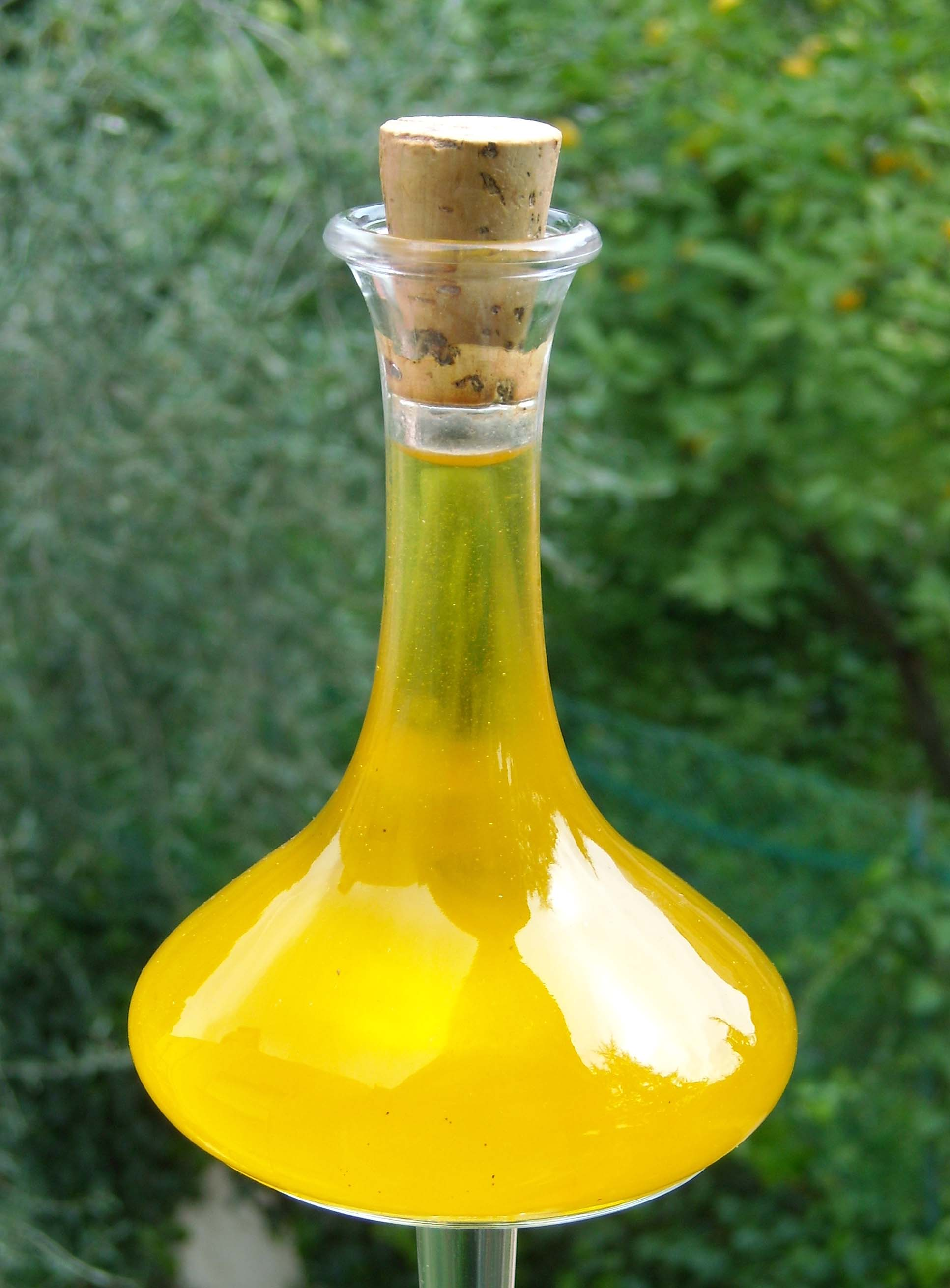
Một chai dầu ô liu

Dầu ăn được tinh lọc từ nguồn gốc thực vật hoặc động vật, tồn tại ở thể lỏng và có tính chất là nhờn khi tiếp xúc với niêm mạc da trong môi trường bình thường. Có khá nhiều loại dầu được xếp vào loại dầu ăn được gồm: dầu ô liu, dầu cọ, dầu nành, dầu canola, dầu hạt bí ngô, dầu bắp, dầu hạt hướng dương, dầu cây rum, dầu lạc, dầu hạt nho, dầu vừng, dầu argan và dầu cám gạo, mỡ lợn/heo, bơ sữa bò trâu. Nhiều loại dầu ăn cũng được dùng để nấu ăn và bôi trơn.
Thuật ngữ "dầu thực vật" được sử dụng trên nhãn của sản phẩm dầu ăn để chỉ một hỗn hợp dầu trộn lại với nhau gồm dầu cọ, bắp, dầu nành và dầu hoa hướng dương.
Dầu thường được khử mùi bằng cách nhúng vào hỗn hợp hương liệu thực phẩm chẳng hạn như thảo mộc tươi, tiêu, gừng trong một khoảng thời gian nhất định. Tuy nhiên, phải thật cẩn thận khi trữ dầu đã khử mùi để chống phát sinh Clostridium botulinum (một loại vi khuẩn sản sinh ra chất độc có thể gây ngộ độc tiêu hóa).

## Thành phần dinh dưỡng
Lượng chất béo vừa đủ trong lượng tiêu thụ thực phẩm hàng ngày là chủ đề thường xuyên của những tranh luận. Một vài chất béo được yêu cầu phải có trong khẩu phần ăn, và chất béo (trong dầu ăn) rất cần thiết cho nấu ăn. Cơ quan Quản lý Dược phẩm & Thực phẩm Hoa Kỳ (FDA) khuyến cáo rằng nên có 30% hoặc ít hơn lượng calori tiêu thị hàng ngày từ chất béo. Những nhà dinh dưỡng học khác lại cho rằng lượng calori hàng ngày có nguồn gốc từ chất béo của một người không nên vượt quá 10%. Trong môi trường cực lạnh, chế độ ăn có 2/3 chất béo được chấp nhận và nên như vậy, vì lý do sinh tồn.
Trong khi tiêu thụ lượng nhỏ chất béo bão hòa là rất cần thiết thì việc tiêu thụ một lượng chất béo vượt quá giới hạn cho phép được chứng minh là nguyên nhân dẫn đến bệnh nhồi máu cơ tim. Dầu ăn là một loại thực phẩm chứa chất béo bão hòa cao gồm dầu dừa, dầu cọ và dầu nhân cọ. Dầu với lượng chất béo bão hòa thấp hơn và lượng chất béo không bão hòa (hay không bão hòa đơn) cao hơn thì được xem là có lợi cho sức khỏe hơn. Thứ tự dầu thực vật chứa nhiều axit béo không no: dầu ôliu, dầu mè (vừng), dầu ngô, dầu hướng dương, dầu đậu nành, dầu cọ.

## Phân loại
Trong khi những lý thuyết chung có thể hướng dẫn một chế độ ăn tổng quan thì việc xem xét từng loại dầu ăn cụ thể với các đặc điểm chế độ ăn khác nhau cũng rất quan trọng. Ví dụ như dầu ôliu tăng thêm chất cholesterol HDL được xem là tốt cho tim mạch và không cần phải hạn chế.
Đậu phộng, hạt điều và các loại hạt khác có nguồn gốc dầu có thể gây rủi ro đối với người bị dị ứng với hạt. Một vài tác dụng dị ứng có thể gây sốc mẫn cảm thậm chí dẫn đến tử vong.

## Chất béo chuyển hóa
Là những loại chất béo không bão hòa không cần thiết hay có lợi cho sức khỏe. Quá trình hydro hóa, một quá trình thêm hydro vào phân tử chất béo và khiến chúng thêm bão hòa là nguyên nhân cho hầu hết sự chuyển hóa trong khẩu phần ăn. Dầu là chất hydro hóa nhằm tăng điểm tan chảy của chúng (ví dụ như làm macgarin).

## Chế biến dầu ăn
Đun nóng dầu sẽ làm thay đổi đặc tính của nó. Một vài loại dầu rất tốt cho sức khỏe ở nhiệt độ bình thường nhưng sẽ trở nên không tốt khi đun nóng tới một nhiệt độ nào đó. Khi lựa chọn dầu (nấu) ăn, yếu tố quan trọng cần xem xét là điểm khói của dầu, và nên tìm loại dầu phù hợp cho từng món ăn.

## Bảo quản
Dù có tinh lọc hay chưa, tất cả loại dầu đều nhạy cảm với hơi nóng, ánh sáng và phơi ngoài khí oxy. Do đó không chỉ cách chế biến sẽ làm biến đổi các thực phẩm tốt thành xấu mà ngay cả việc lưu trữ, bảo quản không đúng cách, để các loại dầu mỡ tiếp xúc với ánh sáng mặt trời cũng sẽ khiến:
- Dầu mỡ trở nên độc hại không kém gì dùng nhiệt, dù chậm hơn.
- Dầu bị ôi có mùi khó chịu và nếm rất chua, tất nhiên là giá trị dinh dưỡng của nó đã không còn nữa. Để hạn chế quá trình này, một lớp khí trơ, thường là nitơ sẽ được bơm vào các bồn chứa dầu ngay lập tức sau khi sản xuất. Đây được gọi là phủ bể.

Vì vậy, cách tốt nhất để bảo quản dầu là:
- Cất dầu mỡ ở những chỗ tối, mát (trong tủ lạnh). Dầu khá đậm đặc nhưng khi để ở nhiệt độ bình thường, chúng sẽ sớm trở về thể lỏng. Để tránh tác dụng xấu của hơi nóng và ánh sáng, người ta hay lấy dầu ra khỏi nơi chứa đông lạnh trong khoảng thời gian đủ để sử dụng ngay, không lâu hơn.
- Với quy mô lớn, một lớp khí trơ, thường là nitơ sẽ được bơm vào các bồn chứa dầu ngay lập tức sau khi sản xuất. Đây được gọi là phủ bể.

Thời gian bảo quản đối với các loại dầu:
- Dầu tinh lọc có chất béo không bão hòa đơn cao có thể giữ được cả năm (dầu ôliu có thể để trong vài năm). Những loại dầu không bão hòa đơn có thể giữ tốt lên tới 8 tháng hoặc hơn.
- Dầu có chất béo không bão hòa đa cao chỉ giữ được trong 6 tháng. Dầu ôliu thô và cực thô có thể giữ ít nhất 9 tháng sau khi mở nắp. Dầu không bão hòa đa chưa tinh chỉ có thể để được phân nửa thời gian đó.

## Các loại dầu và đặc tính của từng loại
Nghiên cứu cho thấy những loại dầu có màu sáng (tức là tinh lọc nhiều) có điểm sôi cao hơn. Mặc dù kết quả của cuộc nghiên cứu có thể khác biệt tùy vào từng mẫu dầu khác nhau (thương hiệu, thành phần, quá trình chế biến), nhưng những dữ liệu dưới đây cũng rất hữu ích trong việc so sánh đặc tính của các loại dầu khác nhau.
Điểm sôi chỉ ra rủi ro cháy nổ. Khi sử dụng dầu nấu ăn, khi thấy dầu có dấu hiệu sôi, nên vặn nhỏ lửa ngay lập tức. Nói chung, chúng ta nên chuẩn bị kỹ càng các dụng cụ chữa cháy khi nấu ăn, từ đơn giản như lấy nắp úp vào nồi hay nghiêm trọng hơn là dùng bình chữa cháy.
| Dầu/chất béo             | Bão hòa | Không bão hòa đơn | Không bão hòa đa | Điểm sôi   | Sử dụng                                                                          |
| ------------------------ | ------- | ----------------- | ---------------- | ---------- | -------------------------------------------------------------------------------- |
| Bơ                       | 66%     | 30%               | 4%               | 150 °C     | Nấu ăn, nướng, nêm gia vị, làm nước sốt, ướp hương                               |
| Bơ sữa trâu lỏng, bơ lọc | 65%     | 32%               | 3%               | 190-250 °C | Chiên chín, nấu ăn, chiên áp chảo, nêm gia vị, ướp hương                         |
| Dầu canola               | 6%      | 62%               | 32%              | 242 °C     | Chiên, nướng, trộn salad                                                         |
| Dầu dừa                  | 92%     | 6%                | 2%               | 177 °C     | Nướng bánh, làm kẹo, đánh trứng, làm áo bánh, làm kem cà phê không sữa, pha giòn |
| Dầu bắp                  | 13%     | 25%               | 62%              | 236 °C     | Chiên, nướng, trộn salad, làm macgarin, pha giòn                                 |
| Dầu hạt bong             | 24%     | 26%               | 50%              | 216 °C     | Macgarin, làm giòn, trộn salad, các sản phẩm chiên                               |
| Dầu hạt nho              | 12%     | 17%               | 71%              | 204 °C     | Nấu ăn, trộn salad, macgarin                                                     |
| Mỡ lợn/heo               | 41%     | 47%               | 12%              | 138-201 °C | Nướng, chiên                                                                     |
| Macgarin, mỡ             | 80%     | 14%               | 16%              | 150 °C     | Nấu ăn, nướng, nêm gia vị                                                        |
| Dầu Diacyglycerol (DAG)  | 3,5%    | 37%               | 59%              | 215 °C     | Chiên, nướng, dầu salad                                                          |
| Dầu ôliu (cực thô)       | 14%     | 73%               | 11%              | 190 °C     | Nấu ăn, dầu salad, làm macgarin                                                  |
| Dầu ôliu (thô)           | 14%     | 73%               | 11%              | 215 °C     | Nấu ăn, dầu salad, làm macgarin                                                  |
| Dầu ôliu (tinh)          | 14%     | 73%               | 11%              | 225 °C     | Chiên áp chảo, chiên khuấy, nấu ăn, dầu salad, làm macgarin                      |
| Dầu ôliu (cực trong)     | 14%     | 73%               | 11%              | 242 °C     | Chiên áp chảo, chiên khuấy, nấu ăn, dầu salad, làm macgarin                      |
| Dầu cọ                   | 52%     | 38%               | 10%              | 230 °C     | Nấu ăn, ướp hương, dầu thực vật, tạo độ giòn                                     |
| Dầu lạc/dầu phộng        | 18%     | 49%               | 33%              | 231 °C     | Chiên, nấu, dầu salad, làm macgarin                                              |
| Dầu cám gạo              | 20%     | 47%               | 33%              | 254 °C     | Nấu ăn, chiên khuấy, chiên chín                                                  |
| Dầu rum                  | 10%     | 13%               | 77%              | 265 °C     | Nấu ăn, trộn salad, làm macgarin                                                 |
| Dầu vừng (chưa tinh)     | 14%     | 43%               | 43%              | 177 °C     | Nấu ăn, chiên chín                                                               |
| Dầu vừng (bán tinh)      | 14%     | 43%               | 43%              | 232 °C     | Nấu ăn, chiên chín                                                               |
| Dầu đậu tương/dầu nành   | 15%     | 24%               | 61%              | 241 °C     | Nấu ăn, trộn salad, dầu thực vật, macgarin, tạo giòn                             |
| Dầu hoa hướng dương      | 11%     | 20%               | 69%              | 246 °C     | Nấu ăn, trộn salad, macgarin, tạo giòn                                           |

## Tiêu hủy dầu ăn
Tiêu hủy đúng dầu đã qua sử dụng là một vấn đề quản lý tiết kiệm rất quan trọng. Dầu nhẹ hơn nước và có khuynh hướng giãn ra thành màng mỏng và lan rộng gây cản trở sự oxy hóa trong nước. Vì lý do đó mà 1 lít dầu có thể làm ô nhiễm 1 triệu lít nước. Thêm nữa, dầu có thể đông lại trong các đường ống dẫn gây tình trạng nghẹt và nứt vỡ.
Vì lý do đó, dầu ăn cũ không bao giờ nên đổ vào bồn dưới bếp hay trong nhà cầu. Cách tiêu huỷ đúng là phải đậy kín nó lại trong lọ không tái chế (non-recyclable) và phế thải cùng với những rác hàng ngày vào các thùng chứa rác.

## Công dụng khác
Dầu ăn có thể được tái chế. Nó còn được dùng để sản xuất xà phòng và dầu diesel sinh học chạy xe. Trong một số trường hợp, dầu ăn được dùng như là một chất bôi trơn